# 織山尚大
織山 尚大（おりやま なお、2003年〈平成15年〉10月27日 - ）は、日本の歌手、俳優、タレント。ジュニア内男性アイドルグループ・少年忍者のメンバー。
東京都出身。STARTO ENTERTAINMENT所属。

## 来歴
家族の影響でジャニーズの曲を聴いて育つ。幼少期からダンスを習っており、ステージに立つ機会もあった。家族にジャニーズ事務所への入所を勧められるも、ジャニーズJr.の特別番組で特集された過酷な状況で活躍するジャニーズJr.を見て、不安になり拒む。しかし母親が履歴書を送り、2016年4月9日にジャニーズ事務所に入所。当初は毎日辞めることを考えていたが、Sexy Zoneのバックダンサーに選ばれステージに立った際、多くの観客がステージを見つめている姿に改めて気づき、アイドルになることを決意。その後、少年忍者のメンバーとして活動する。
2021年、舞台『空想科学劇『Kappa』〜芥川龍之介『河童』より〜』で単独初主演、2022年にミュージカル『犬との約束』でミュージカル初主演をつとめる。

## 人物
名前の由来は、尚の上の部分が煙のように見えることから、「どこまでも上へ昇り、大きく広がってほしい」という意味がある。
小学5年生の頃からブレイキンを習っている。少年忍者の中でもダンスといえば織山とも言われ、2023年の舞台『JOHNNYS' World Next Stage』の少年忍者の新曲「Journey Must Go On」など、オリジナル曲の振付も多く手がける。
趣味はロッククライミング、特技はフリーダンス。

## 出演

### テレビドラマ
- Jr.選抜!標への道（2018年7月3日〔2日深夜〕 - 7月17日〔16日深夜〕、日本テレビ）「友達のJくん」 - 織山 役[13][14]
- 恋の病と野郎組（2019年7月20日 - 9月21日、BS日テレ） - 主演・四谷翼 役（ジャニーズJr.として主演）[15]
  - 恋の病と野郎組 Season2（2022年1月25日 - 3月29日、日本テレビ） - 主演・四谷翼 役（ジャニーズJr.として主演）[16][17]
- 死役所 第1話（2019年10月17日、テレビ東京） - 鹿野太一 役[18]
- 文豪少年!〜ジャニーズJr.で名作を読み解いた〜 第7話（2021年5月2日、WOWOW） - 主演・高峰 役[19]
- 高良くんと天城くん（2022年8月19日 - 10月14日、MBS・テレビ神奈川 他） - 主演・天城太一 役（佐藤新とW主演）[20]
- 恋する警護24時（2024年1月13日 - 3月9日 、テレビ朝日） - 水田雄介 役[21]
- リベンジ・スパイ（2025年7月5日 - 、テレビ朝日） - 岡山真之介 役[22]

### 配信ドラマ
- エンジェルフライト 国際霊柩送還士（2023年3月17日、Amazon Prime Video） - 伊沢航 役[23]

### 映画
- うちの弟どもがすみません（2024年12月6日、松竹） - 成田柊 役[24]

### バラエティ番組
- ありえへん∞世界スペシャル（2019年10月15日、テレビ東京） - 松岡昌宏 役（再現VTR）[25]
- 恋の病と野郎組　爆笑事件簿・新春SP（2020年1月3日・4日、日本テレビ） - MC[26][27]

### 舞台
- ELF The Musical（2020年11月12日 - 22日、新国立劇場 中劇場） - マイケル 役[28]
- 空想科学劇『Kappa』〜芥川龍之介『河童』より〜（2021年6月5日 - 13日、品川プリンスホテル ステラボール / 6月25日 - 27日、ロームシアター京都 サウスホール） - 主演・第二十三号 役[29]
- ミュージカル『犬との約束』（2022年4月15日 - 24日、よみうり大手町ホール / 4月29日 - 5月4日、松下IMPホール） - 主演・ダニエル 役[7][30]
- 黒田育世 再演譚vol.2『波と暮らして』『ラストパイ』（2023年3月14日 - 17日、森ノ宮ピロティホール / 3月22日 - 26日、Bunkamuraシアターコクーン）[31]

### イベント
- 第38回 マイナビ 東京ガールズコレクション 2024 SPRING/SUMMER（2024年3月2日、国立代々木競技場第一体育館） - シークレット出演[32]
- 駆アガル！〜あべこべ男子に憧れて〜（2025年3月22日・23日、ぴあアリーナMM）[33]

### その他
- 都市型観光バスツアー『WOW RIDE』（2022年8月1日 - 10月30日） - 映像バスガイド[34][35]